# Ambrose (Name)
Ambrose ist die englische Form des männlichen Vornamens Ambrosius, der auch als Familienname Verwendung findet.

## Namensträger

### Vorname
- Ambrose Akinmusire (* 1982), US-amerikanischer Trompeter, Bandleader und Komponist
- Ambrose Bierce (1842–1914), amerikanischer Schriftsteller und Journalist
- Ambrose Burnside (1824–1881), US-amerikanischer General
- Ambrose Campbell (1919–2006), britischer Musiker
- Ambrose W. Clark (1810–1887), US-amerikanischer Verleger, Jurist und Politiker
- Ambrose Dlamini (1968–2020), eswatinischer Manager und Politiker
- Ambrose Gaines (* 1959), US-amerikanischer Schwimmsportler
- Ambrose Griffiths (1928–2011), britischer Geistlicher, Bischof von Hexham und Newcastle
- Ambrose Powell Hill (1825–1865), US-amerikanischer General
- Ambrose Jackson (1940–2009), US-amerikanischer Trompeter und Komponist
- Ambrose L. Jordan (1789–1865), US-amerikanischer Jurist, Zeitungsredakteur und Politiker
- Ambrose Kennedy (Politiker) (1875–1967), US-amerikanischer Politiker (Rhode Island)
- Ambrose Jerome Kennedy (1893–1950), US-amerikanischer Politiker (Maryland)
- Ambrose Kiapseni (1945–2019), papua-neuguineischer Ordensgeistlicher und römisch-katholischer Bischof von Kavieng
- Ambrose Madtha (1955–2012), indischer Geistlicher und vatikanischer Diplomat
- Ambrose Battista De Paoli (1934–2007), vatikanischer Diplomat
- Ambrose Pratt (1874–1944), australischer Journalist
- Ambrose Rayappan (1901–1999), indischer Geistlicher und römisch-katholischer Erzbischof von Pondicherry und Cuddalore
- Ambrose Rebello (* 1949), indischer Geistlicher, Bischof von Aurangabad
- Ambrose Reeves (1899–1980), anglikanischer Theologe und Geistlicher, Bischof von Johannesburg
- Ambrose Hundley Sevier (1801–1848), US-amerikanischer Politiker (Demokraten)
- Ambrose Spencer (1765–1844), US-amerikanischer Jurist und Politiker
- Ambrose Zwane (1922–1998), swasiländischer Politiker

### Familienname
- Alex Ambrose (* 1982), indischer Fußballspieler
- Alice Ambrose (* 1906), US-amerikanische Philosophin
- Ari Ambrose (* 1974), US-amerikanischer Jazzmusiker
- Bert Ambrose (1896–1971), englischer Bandleader
- Caroline Ambrose, britische Schauspielerin
- Charles Ambrose (1791–1856), kanadischer Organist
- Curtly Ambrose (* 1963), antiguanischer Cricketspieler
- David Ambrose (Schriftsteller) (* 1943), britischer Schriftsteller
- David Percy Ambrose (* 1939), britischer Mathematiker, Bibliograf und Heimatforscher
- Dean Ambrose (* 1985), US-amerikanischer Wrestler, siehe Jon Moxley
- Efe Ambrose (* 1988), nigerianischer Fußballspieler
- Erin Ambrose (* 1994), kanadische Eishockeyspielerin und -trainerin
- Hugh Ambrose († 2015), US-amerikanischer Historiker und Autor
- Joey Ambrose (1934–2021), US-amerikanischer Saxophonist
- John Willis Ambrose (1904–1974), kanadischer Geologe
- Katherine Ambrose (1914–1971), britische Künstlerin, Designerin und Autorin
- Lauren Ambrose (* 1978), US-amerikanische Schauspielerin
- Marcos Ambrose (* 1976), australischer Automobilrennfahrer
- Myles J. Ambrose († 2014), US-amerikanischer Jurist und Staatsbeamter
- Paddy Ambrose (1929–2002), irischer Fußballspieler
- Paul Ambrose (Musiker) (1868–1941), kanadischer Organist, Dirigent, Komponist und Musikpädagoge
- Paul Ambrose (Triathlet) (* 1984), australischer Triathlet
- Peter Ambrose (* 2002), nigerianischer Fußballspieler
- Robert Ambrose (1824–1908), kanadischer Organist und Komponist
- Stephen E. Ambrose (1936–2002), US-amerikanischer Historiker
- Thierry Ambrose (* 1997), französisch-guadeloupischer Fußballspieler
- Tommy Ambrose (* 1939), kanadischer Sänger und Komponist
- Yvon Ambrose (* 1942), indischer Geistlicher, Bischof von Tuticorin
- Warren Ambrose (1914–1995), US-amerikanischer Mathematiker